# Diaulacidae
Diaulacidae is een uitgestorven familie van de superfamilie Dromioidea uit de infraorde krabben en omvat als enige geslacht:
- Diaulax  †  Bell, 1863